# Marionina brevis
Marionina brevis är en ringmaskart som beskrevs av Finogenova 1972. Marionina brevis ingår i släktet Marionina och familjen småringmaskar. Inga underarter finns listade i Catalogue of Life.